# Хейзелл, Кили
Кили Хейзелл (англ. Keeley Hazell; род. 18 сентября 1986, Луишем, Большой Лондон) — британская актриса и фотомодель.

## Биография
Кили Ребекка М. Хейзелл родилась 18 сентября 1986 года в лондонском районе Луишем, Англия. В качестве фотомодели Кили много снималась для мужских журналов (FHM, Maxim) и рекламы. Она приобрела особую популярность после того, как стала «Мисс» британской газеты «The Sun».
Дебютировала в кино в 2006 году. С 2015 по 2018 год снималась в сериале «Члены королевской семьи».
В 2020 году сыграла в сериале «Тед Лассо».

## Фильмография
| Год       |     | Русское название               | Оригинальное название     | Роль                         |
| --------- | --- | ------------------------------ | ------------------------- | ---------------------------- |
| 2006      | ф   | Возврат                        | Cashback                  | девушка                      |
| 2010      | ф   | Венера и Солнце                | Venus & the Sun           | Кили / Венера                |
| 2011      | ф   | Как сумасшедший                | Like Crazy                | Сабрина                      |
| 2011      | ф   | Как перестать быть неудачником | How to Stop Being a Loser | Кирсти                       |
| 2012      | ф   | День Святого Георгия           | St George's Day           | принцесса                    |
| 2012      | с   | Красота внутри                 | The Beauty Inside         | Алекс №26                    |
| 2012      | ф   | Мой забавный Валентин          | My Funny Valentine        | Эми                          |
| 2013      | с   | Счастливо разведённые          | Happily Divorced          | Брук                         |
| 2013      | ф   | Ужасно приятно                 | Awful Nice                | Петра                        |
| 2014      | ф   | Несносные боссы 2              | Horrible Bosses 2         | мисс Лэнг, ассистентка Рекса |
| 2015      | с   | Мистер Голливуд                | Mr. Hollywood             | Мэгги                        |
| 2015      | ф   | Шёпот                          | Whispers                  | Катерина Кэлдвилл            |
| 2015—2018 | с   | Члены королевской семьи        | The Royals                | Вайолет                      |
| 2016      | кор | Дама червей                    | Queen of Hearts           | Эми                          |
| 2018      | тф  | Он любил их всех               | He Loved Them All         | Синди                        |
| 2020      | с   | Тед Лассо                      | Ted Lasso                 | Бекс                         |

## Награды и номинации
- 2006 — 2 место в списке журнала FHM «100 Sexiest Women In The World».
- 2007 — 2 место в списке журнала FHM «100 Sexiest Women In The World».
- 2008 — 3 место в списке журнала FHM «100 Sexiest Women In The World».
- 2009 — 5 место в списке журнала FHM «100 Sexiest Women In The World»
- 2010 — 5 место в списке журнала FHM «100 Sexiest Women In The World»
- 2010 — 90 место в списке журнала Maxim.
- 2011 — 25 место в списке AskMen «Самые желанные женщины 2011 года».
- 2012 — 8 место в списке журнала FHM «100 Sexiest Women In The World».
- 2012 — номинация на премию «Irina Palm d’Or» в категории «Худшая британская актриса второго плана» («День Святого Георгия»).
- 2014 — 16 место в списке журнала FHM «100 Sexiest Women In The World».
- 2015 — номинация на премию «RIP Horror Film Festival» в категории «Лучшая актриса» («Шёпот»).